# David di Donatello al millor documental
El premi David di Donatello al millor documental (en italià: David di Donatello per il miglior documentario) és un premi de cinema que anualment atorga l'Acadèmia del Cinema Italià (ACI, Accademia del Cinema Italiano) per reconèixer al millor documental italià estrenat l'any anterior a la cerimònia.S'atorga anualment en el context del David di Donatello, a partir de l'edició del 2004.

## Guanyadors
Els guanyadors del premi han estat:

### Anys 2000-2009
- 2004
  - Guerra, dirigit per Pippo Delbono
  - A scuola, dirigit per Leonardo Di Costanzo
  - L'esplosione, dirigit per Giovanni Piperno
  - Padre Pio express, dirigit per Ilaria Freccia
  - Segni particolari: appunti per un film sull'Emilia-Romagna, dirigit per Giuseppe Bertolucci
  - L'uomo segreto, dirigit per Nino Bizzarri
- 2005
  - Un silenzio particolare, dirigit per Stefano Rulli
  - I dischi del sole, dirigit per Luca Pastore
  - In viaggio con Che Guevara, dirigit per Gianni Minà
  - Passaggi di tempo - Il viaggio di Sonos 'e Memoria, dirigit per Gianfranco Cabiddu
  - I ragazzi della Panaria, dirigit per Nello Correale
- 2006
  - Il bravo gatto prende i topi, dirigit per Francesco Conversano e Nene Grignaffini
  - In un altro paese, dirigit per Marco Turco
  - L'isola di Calvino, dirigit per Roberto Giannarelli
  - Piccolo Sole - Vita e morte di Henri Crolla, dirigit per Nino Bizzarri
  - Primavera in Kurdistan, dirigit per Stefano Savona
  - Volevo solo vivere, dirigit per Mimmo Calopresti
- 2007
  - Il mio paese, dirigit per Daniele Vicari
  - 100 anni della nostra storia, dirigit per Gianfranco Pannone e Marco Simon Puccioni
  - Bellissime (seconda parte), dirigit per Giovanna Gagliardo
  - Souvenir Srebrenica, dirigit per Luca Rosini
  - L'udienza è aperta, dirigit per Vincenzo Marra
- 2008
  - Madri, dirigit per Barbara Cupisti
  - Centravanti nato, dirigit per Gianclaudio Guiducci
  - La minaccia, dirigit per Silvia Luzi, Luca Bellino
  - Il passaggio della linea, dirigit per Pietro Marcello
  - Vogliamo anche le rose, dirigit per Alina Marazzi
- 2009
  - Rata nece biti (La guerra non ci sarà), dirigit per Daniele Gaglianone
  - 211: Anna, dirigit per Giovanna Massimetti e Paolo Serbandini
  - Come un uomo sulla terra, dirigit per Andrea Segre, Dagmawi Yimer, in collaborazione con Riccardo Biadene
  - Diario di un curato di montagna, dirigit per Stefano Saverioni
  - Non tacere, dirigit per Fabio Grimaldi

### Anys 2010-2019
- 2010
  - La bocca del lupo, dirigit per Pietro Marcello
  - Hollywood sul Tevere, dirigit per Marco Spagnoli
  - L'isola dei sordobimbi, dirigit per Stefano Cattini
  - The One Man Beatles, dirigit per Cosimo Messeri
  - Valentina Postika in attesa di partire, dirigit per Caterina Carone
- 2011
  - È stato morto un ragazzo, dirigit per Filippo Vendemmiati
  - L'ultimo Gattopardo: Ritratto di Goffredo Lombardo, dirigit per Giuseppe Tornatore
  - Ritratto di mio padre, dirigit per Maria Sole Tognazzi
  - This is my Land... Hebron, dirigit per Stephen Natanson e Giulia Amati
  - Ward 54, dirigit per Monica Maggioni
- 2012
  - Tahrir Liberation Square, dirigit per Stefano Savona
  - Il castello, regia Massimo D'Anolfi e Martina Parenti
  - Lasciando la baia del re, dirigit per Claudia Cipriani
  - Pasta nera, dirigit per Alessandro Piva
  - Polvere - Il grande processo dell'amianto, dirigit per Niccolò Bruna e Andrea Prandstraller
  - Zavorra, dirigit per Vincenzo Mineo
- 2013
  - Anija - La nave, dirigit per Roland Sejko
  - Bad Weather, dirigit per Giovanni Giommi
  - Fratelli & sorelle – Storie di carcere, dirigit per Barbara Cupisti
  - Nadea e Sveta, dirigit per Maura Delpero
  - Pezzi, dirigit per Luca Ferrari
- 2014
  - Ferma il tuo cuore in affanno (Stop the Pounding Heart), dirigit per Roberto Minervini
  - Dal profondo, dirigit per Valentina Pedicini
  - Il segreto, dirigit per Cyop & Kaf
  - In utero Srebrenica, dirigit per Giuseppe Carrieri
  - L'amministratore, dirigit per Vincenzo Marra
  - Sacro GRA, dirigit per Gianfranco Rosi
- 2015
  - Belluscone - Una storia siciliana, dirigit per Franco Maresco
  - Enrico Lucherini - Ne ho fatte di tutti i colori, dirigit per Marco Spagnoli
  - Io sto con la sposa, dirigit per Antonio Augugliaro, Gabriele Del Grande, Khaled Soliman Al Nassiry
  - Quando c'era Berlinguer, dirigit per Walter Veltroni
  - Sul Vulcano, dirigit per Gianfranco Pannone
- 2016
  - S Is for Stanley - Trent'anni dietro al volante per Stanley Kubrick, dirigit per Alex Infascelli
  - I bambini sanno, dirigit per Walter Veltroni
  - Harry's Bar, dirigit per Carlotta Cerquetti
  - Louisiana (The Other Side), dirigit per Roberto Minervini
  - Revelstoke. Un bacio nel vento, dirigit per Nicola Moruzzi
- 2017
  - Crazy for Football, dirigit per Volfango De Biasi
  - 60 - Ieri, oggi, domani, dirigit per Giorgio Treves
  - Acqua e zucchero: Carlo Di Palma, i colori della vita, dirigit per Fariborz Kamkari
  - Liberami, dirigit per Federica Di Giacomo
  - Magic Island, dirigit per Marco Amenta
- 2018
  - La lucida follia di Marco Ferreri, dirigit per Anselma Dell'Olio
  - '78 - Vai piano ma vinci, dirigit per Alice Filippi
  - Evviva Giuseppe, dirigit per Stefano Consiglio
  - Saro, dirigit per Enrico Maria Artale
  - The Italian Jobs: Paramount Pictures e l'Italia, dirigit per Marco Spagnoli
- 2019
  - Santiago, Italia, dirigit per Nanni Moretti
  - Arrivederci Saigon, dirigit per Wilma Labate
  - Friedkin Uncut, dirigit per Francesco Zippel
  - L'arte viva di Julian Schnabel, dirigit per Pappi Corsicato
  - La Strada dei Samouni, dirigit per Stefano Savona

### Anys 2020-2029
- 2020
  - Selfie, dirigit per Agostino Ferrente
  - Citizen Rosi, dirigit per Didi Gnocchi e Carolina Rosi
  - Fellini fine mai, dirigit per Eugenio Cappuccio
  - La mafia non è più quella di una volta, dirigit per Franco Maresco
  - Se c'è un aldilà sono fottuto - Vita e cinema di Claudio Caligari, dirigit per Simone Isola e Fausto Trombetta